# Кабаррюс, Франсиско
Граф Франсиско Кабаррюс (фр. François Cabarrus; исп. Francisco Cabarrús; 8 октября 1752, Байонна — 27 апреля 1810, Севилья) — испанский государственный деятель, основатель и директор испанского государственного банка.
По его совету в 1785 году была учреждена также торговая компания Филиппинских островов. При Карле IV Кабаррюс сначала был в немилости, затем состоял генерал-интендантом дорог и каналов и главным директором королевских фабрик. На конгрессах в Лилле и Раштате (1797—1781) был уполномоченным со стороны Испании. При Жозефе Бонапарте был министром финансов. 
Его дочь Тереза Тальен была женой известного Тальена.